# 원곡면
원곡면(元谷面)은 대한민국 경기도 안성시의 면이다.

## 개요
원래 양성군(현 양성면 등으로 이어짐) 관할로써, 1914년 4월 1일 조선총독부령에 행정구역 폐합으로 안성군으로 이관되었다. 산하, 성은, 성주리를 소양면 또는 승량원면(升良院面), 칠곡, 지문, 내가천, 외가천리를 원당면(元堂面), 반제리 일부를 도일면(道一面), 월곡, 죽백, 청용리를 반곡면(盤谷面), 용이리 일부를 구룡면(九龍面) 또는 구룡동면(九龍洞面)이라 칭하였었으나, 이들을 양성군에 병합시켜 이상 5개면을 안성군 원곡면이라 칭하게 되었다.
1963년 면사무소를 면내 중앙인 외가천리에 신축하였다.
2024년 "원곡면 행정복지센터" 신축이전 하였다.
서안성IC와 송탄IC가 원곡'에 있다.
2024년 기준 원곡의 인구는 안성시 원곡의 일원인 용이,죽백,월곡,청룡의 인구를 합산하면 7만명으로 추산한다.

## 행정 구역
- 내가천리(內加川里)
- 반제리(盤諸里)
- 산하리(山下里)
- 성은리(聖恩里)
- 성주리(聖住里)
- 외가천리(外加川里)
- 지문리(芝文里)
- 칠곡리(七谷里)

## 교육
- 원곡초등학교

## 주거

### 아파트
외가천리
- 제일건설 원곡 제일오투그란데 : 2018년 7월 입주.

## 관광
- 청원사
- 고성산
- 3.1 운동 기념관

## 문화재
- 최잠 최호 정려 - 안성시 향토유적 제47호